# Jenő Konrád
Jenő Konrád, auch bekannt als Konrád I‚ (* 13. August 1894 in Palánka, Österreich-Ungarn als Eugen Konrád; † 15. Juli 1978 in New York, Vereinigte Staaten), war ein ungarischer Fußballspieler und -trainer.

## Spielerkarriere
Konrád spielte auf der Position des Mittelläufers und galt als ausgezeichneter Techniker und Spielgestalter, jedoch wurde ihm manchmal auch mangelnde Lauffreude vorgeworfen.
Er begann mit dem organisierten Fußballspiel im Alter von 14 Jahren, als er dem Budapesti AK beitrat. Mit 17 Jahren wechselte er zum MTK Budapest, wo er in der Saison 1911/12 sein Debüt in der Kampfmannschaft gab. Nach zwei Vizemeistertiteln hinter dem Ferencvárosi Torna Club konnte 1914 der Meistertitel geholt werden. Im selben Jahr stieß auch Konráds jüngerer Bruder Kálmán (Konrád II) zum Verein.
Mit dem Beginn des Ersten Weltkrieges rückte Konrád I beim Militär ein, wo er an der Ostfront kämpfte und es bis zum Offizier brachte.  Dies hinderte ihn jedoch nicht daran, an den beiden inoffiziellen Meisterschaftsbewerben des Jahres 1915 teilzunehmen, wovon der MTK die Herbstmeisterschaft gewinnen konnte. Im Mai desselben Jahres erhielt er auch seine erste Einberufung in die Nationalmannschaft, wo er beim 2:1-Sieg gegen Österreich eingesetzt wurde, dies sollte jedoch sein einziges Spiel für Ungarn bleiben. Konrád geriet 1917 in russische Kriegsgefangenschaft, mit der Russischen Revolution verschlechterte sich die Situation im Lager auch für den Ungarn, aus einem Gefangenenlager in Sibirien gelang ihm Berichten zufolge die Flucht.
Zur Saison 1918/19 kehrte Konrád I zum Verein zurück, der mittlerweile unter der sportlichen Leitung von Jimmy Hogan stand, für den Konrád große Bewunderung empfand. Der Engländer hatte eine spielstarke Mannschaft zusammengestellt, die den ungarischen Fußball bis Mitte der 1920er Jahre dominieren sollte. Die Brüder Konrád spielten gemeinsam in einem Team mit György Orth, József Braun und Alfréd Schaffer und konnten 1919 den Meistertitel erreichen.
Als Folge der politischen Unruhen, die in Ungarn nach Ende des Krieges herrschten, nutzte eine Reihe von ungarischen Spielern die Möglichkeit, bei ausländischen Vereinen unterzukommen. Dem damaligen sportlichen Leiter des Wiener Amateur SV, Hugo Meisl, gelang es, die Brüder Konrád nach Wien zu lotsen. Jenő Konrád erhielt als Anreiz für den Vereinswechsel eine Jahreskarte für die Wiener Börse. Die Konráds spielten in der Herbstrunde für die Ober-Sankt Veiter, jedoch führte der ungarische Verband zu dieser Zeit eine heftige Auseinandersetzung mit dem österreichischen, da die meisten in Wien aktiven Spieler aus Budapest ohne Freigabe ihrer jeweiligen Heimatvereine tätig waren. Mit Jahresende 1919 wurde diesen Spielern auf Drängen der Ungarn die Spielerlaubnis in Wien entzogen, davon betroffen waren neben den Konráds unter anderem Ferenc Plattkó und Alexander Neufeld. Erst im Frühjahr 1920 erhielten die Spieler schließlich die Freigabe und Spielberechtigung.
Die beiden Ungarn waren bei den Amateuren von Anfang an erfolgreich und waren auch – gemeinsam mit dem später zur Mannschaft stoßenden Schaffer – wesentlich an der Entwicklung des Spielstils der Violetten beteiligt. Als erster Titel konnte 1921 der österreichische Cup geholt werden, 1924 folgten der erste Meistertitel der Klubgeschichte und ein weiterer Cupsieg. Danach wurde in Österreich der Berufsfußball auch offiziell eingeführt und die Brüder Konrád versuchten, ein möglichst lukratives Engagement zu erlangen. Nach mehrmonatiger Unklarheit unterschrieben die beiden schließlich bei der Vienna, wobei in der Presse ein Handgeld von 90 Millionen Kronen kolportiert wurde. Später leitete Jenö Konrád eigens Untersuchungen ein, die ergaben, dass solch ein hoher Betrag nie gezahlt worden sei. Das Gerücht war damit aus der Welt. Konrád zog sich 1925 jedoch eine schwere Meniskusverletzung zu, die seine aktive Karriere beenden sollte.

## Trainerkarriere
Nach Konráds schwerer Knieverletzung lösten die „Konrád-Zwillinge“ im Juli 1925 ihre Verträge bei der Vienna auf. In der Folge trat man sogar mit Juventus Turin in Verhandlungen, der italienische Top-Klub wollte demnach Jenő Konrád als deren Trainer und Konrád II als Torgarant für sich gewinnen. Sie lehnten ab.
Ein Monat später war die Rückkehr der Konráds zur Wiener Austria dann in trockenen Tüchern, dort übernahm Jenő Konrád das Training der Amateure und führte sie 1926 zum zweiten Double in der Vereinsgeschichte der „Violetten“. Konrád wurde nicht zuletzt durch sein „Flachpassballett“ so erfolgreich. Das Jimmy Hogan ähnelnde System ließ er vor allem bei der Wiener Austria, dem Club und bei Ripensia spielen, seinen erfolgreichsten Stationen.
Im Sommer 1926 erschütterte die „Konrád-Affäre“, auch bekannt als „Kriminalfall Konrád“, den Wiener Amateur-Sportverein. Hintergrund des ganzen war der fluchtartige Wechsel von Kálmán Konrád in die USA zu den Brooklyn Wanderers – kurz zuvor verschwanden die „Konrád-Zwillinge“ vor der geplanten Sommer-Tournee in Rumänien. Aufgrund von Magenproblemen hielt sich Kálmán im Ausland zur Kur auf, mit hoher Wahrscheinlichkeit befand sich auch Jenő bei seinem zwei Jahre jüngeren Bruder. Dort setzte Konrád II seinen Bruder auch über seinen bevorstehenden Wechsel nach Amerika in Kenntnis. Anschließend gibt es viele Theorien. Bewiesen ist allerdings, dass Jenő Konrád den Verein über die Pläne seines Bruders nicht informierte und diesen intern als auch öffentlich schützte und verteidigte.
Als letzte Konsequenz wurde der ungarische Meistermacher bei den „Violetten“ gekündigt. Später klagte er und bekam eine Auszahlungssumme von 2.000 Schilling.
Danach war er ein halbes Jahr beim SC Wacker Wien; nach gescheiterten Verhandlungen mit den „Violetten“ übernahm er Anfang des Jahres 1927 den rumänischen Spitzenverein Chinezul Timișoara. Beim rumänischen Rekordmeister erhielt Konrád das höchste Einkommen aller ungarischen Fußballlehrer, die im mitteleuropäischen Fußball trainierten. Zum Saisonende gelang der Gewinn der sechsten Meisterschaft in Folge, der allerdings auch den letzten Titelgewinn in der Vereinsgeschichte darstellte. Nebenbei übernimmt Konrád auch das Training der Amateure und gewinnt dort die Jugendmeisterschaft. Im November desselben Jahres verließ Konrád den Verein und übernahm den Wiener AC, nach zwei Jahren betreute er 1929 den SC Hakoah Wien. Zum Winterpause 1929/30 verließ der Ungar den Verein. Nach der Hinrunde stand Hakoah auf den letzten Tabellenplatz, gerade einmal fünf Spiele hatte man in zwölf Ligaspielen gewonnen.
Im Sommer 1930 wechselte „Der Lehrer“, wie man ihn in Wien nannte, zum deutschen Rekordmeister, dem 1. FC Nürnberg. Bei seiner Trainertätigkeit in Nürnberg erreichte er zwei Jahre später, im Mai 1932, das Halbfinale um die deutsche Meisterschaft. Dort unterlag man dem FC Bayern München allerdings mit 0:2. Die Bayern wurden später erstmals Meister – das Endspiel fand in Nürnberg statt und die Presse titelte mit den Schlagzeilen der „Schmach von Nürnberg“. Fünf Tage nach der Reichstagswahl im Juli 1932 führte die nationalsozialistische Zeitung Der Stürmer eine Hetzkampagne gegen den jüdischen Trainer und erreichte, dass Konrád zum Bedauern seines Vereins Nürnberg verließ. Die Vorstandschaft unter Präsident Müller und FCN-Spieler Hans Kalb, einem engen Freund der Familie Konrád, versuchte erfolglos, den Ungarn zum Bleiben zu überreden. Konrád, der in der Nacht zum 6. August mit seiner Familie per Nachtzug nach Wien floh, übergab am Nürnberger Hauptbahnhof dem Club-Präsidenten eine signierte Autogrammkarte mit dem Schriftzug „Der Club war der Erste und muss der Erste werden“. Das Zitat wurde 80 Jahre später durch die Nordkurve Nürnberg und deren Ultras zur Erinnerungskultur an den vertriebenen Trainer und zum allgegenwärtigen Motto des Club.
In Wien leitete Jenő Konrád das Nestroy-Kino und schrieb als Sportjournalist in „unregelmäßiger Häufigkeit“ für das Sport-Tagblatt.
Er kehrte im Sommer 1933 nach Rumänien zurück, wo er einen Dreimonatsvertrag unterschrieb und Ripensia Timișoara zur Meisterschaft 1932/33 führte. Die ersten Wochen lebte Konrád im luxuriösen Hotel Metropol und bezog später neben einem Haus mit Garten am Bega-Kanal laut rumänischen Presseberichten ein Monatsgehalt von 15.000 Lei. In seinem Anwesen wohnte demnach wohl auch sein Bruder Kálmán, der im Verein allerdings keine Tätigkeiten übernommen hatte. Konráds letztes Spiel als Trainer der Ripensia, datiert vom 1. Oktober 1933, war das Heimspiel gegen Unirea Tricolor Bukarest (3:0).
Der ungarische Meistermacher kehrte zurück nach Wien und unterschrieb einige Wochen später einen hochdotierten provisorischen Vertrag als Trainer des SK Židenice in Brünn – dem Vernehmen nach sollte Konrád ein Jahresgehalt von 85.000 Kčs einstecken. Den „international erfolgreich anerkannten“ Konrád soll hierbei der österreichische Funktionär Meisl vermittelt haben. Dabei stellte Konrád angelehnt an sein Traineramt die unbedingt zu erfüllende Bedingung, den tschechoslowakischen Nationalspieler Hess ins Brünner Team zu holen. Der Verein reagierte darauf mit der Verpflichtung seines Wunschspielers, die den Klub eine beträchtliche Ablösesumme von 120.000 Kčs kostete. Zudem erlaubte der Verein seinem Trainer, bis zu dreimal wöchentlich nach Wien zurückzureisen.
Zur Winterpause 1934 wurde auf Hochdruck Konráds dann Ladislau Raffinsky von Ripensia „unter guten finanziellen Bedingungen“ ausgeliehen.
Als Konrád die erst aufgestiegene Mannschaft übernahm, stand sie mit 5:11 Toren und 0 Punkten aus den ersten vier Spielen auf dem letzten Tabellenplatz. Doch Konrád „beschleunigt das Spiel und liebt vor allem vertikale Pässe nach vorne und die schnelle Übertragung des Spiels an Stellen, die vom Gegner am wenigsten besetzt waren.“ Das ließ sich auch an den Ergebnissen sehen, denn misst man die sportlichen Resultate ab dem fünften Spieltag, so belegte Zbrojovka ligaübergreifend den 6. Tabellenplatz mit gerade einmal neun Punkten weniger als der spätere Meister Slavia Prag, den Bruder Kálmán trainierte.
Am letzten Spieltag gelang durch einen 3:2-Heimsieg gegen den Teplitzer FK der Klassenerhalt. Im August 1934 trat Konrád von seinem Traineramt überraschend zurück. Zuvor hatte der damals 40-Jährige einen höher dotierten Vertrag gefordert; dies lehnte der Verein allerdings ab, was er später als „großen Fehler“ bezeichnete.
Im November 1934 kehrte Jenő Konrád zur Wiener Austria zurück und arbeitete bis zum Jahreswechsel als Manager der Wiener. In dieser Zeit organisierte Konrád beispielsweise die äußerst erfolgreiche „England-Tournee“, die man im Dezember 1934 spielte und dabei als erste österreichische Mannschaft den FC Liverpool (0:2) schlug. Auch ein Testspiel gegen den von Hogan trainierten FC Fulham stand auf dem Programm, das mit einem 1:1 als „großer Erfolg der Wiener Schule“ von der englischen Presse bewertet wurde.
Zur Winterpause 1934/35 stand die Austria mit 8:14 Punkten auf dem vorletzten Tabellenplatz und entließ den zuvor als Trainer tätigen Josef Blum. Jenő Konrád übernahm und führte die „Violetten“ über den ÖFB-Cupsieg in den Mitropacup. In der 9. Auflage des Mitropapokal führte der Ungar die Austria bis ins Halbfinale, zuvor bezwang man mit Inter Mailand und Slavia Prag zwei der stärksten europäischen Vereine dieser Zeit.
Zur Winterpause 1935/36 trat Konrád aufgrund von Unstimmigkeiten und Zerwürfnissen mit der Vorstandschaft als Trainer bei Austria Wien zurück.
Der Vereinspräsident der Ripensia, Dr. Cornel Lazar, holte im März 1936 den befreundeten Konrád zurück zum Verein. Mit Ripensia gewann Konrád sowohl die Divizia A als auch die Cupa României. Für Konrád war dies der bereits dritte Meistergewinn in Rumänien mit einer Mannschaft aus Timișoara. Der Vereinspräsident war bei seinen Stationen bei Chinezul und Ripensia auch immer derselbe, nämlich der „eiserne“ Dr. Cornel Lazar.
Im Januar 1937 wechselte er nach Italien und übernahm die US Triestina in der Serie A auf einem stark abstiegsbedrohten dreizehnten Tabellenplatz. In der darauf folgenden Spielzeit stellte der Ungar mit einem siebten Platz das beste Vereinsergebnis ein. Trotzdem musste er 1938 auf Grund der von den Faschisten erlassenen italienischen Rassengesetze (leggi razziali) den Verein und Italien verlassen.
Die Familie Konrád waren die ersten ausländischen Juden aus Triest, die geflohen waren.
Konrád flüchtete über Triest zuerst nach Budapest, befürchtete jedoch, in den ungarischen Militärdienst berufen zu werden. Deshalb zog er weiter nach Paris, wo er als Florist arbeitete und in einer kleinen Wohnung über einer Bar lebte.
Ein Angebot des FC Metz lehnte er ab und übernahm stattdessen den Trainerposten bei Olympique Lillois. Dort erreichte er das Finale des französischen Cups, das allerdings gegen Racing Paris verloren wurde. Anschließend wollte der Verein aufgrund von Konráds Konfession seinen Vertrag nicht verlängern.
Konráds letzte Fußballstation in Europa war Sporting Lissabon, dort arbeitete er unter dem Namen „Eugénio Conrad“ als Technischer Delegierter. Sein Landsmann József Szabó, der damals Trainer von Sporting war, erkannte den zwei Jahre jüngeren Konrád in Lissabon und so tauchte in der Mitte der Saison 1939/40 eine neue Figur am Ufer Alvalade auf. Die Saison 1939/40 schloss Sporting auf dem 2. Platz hinter dem FC Porto ab.
Im Mai 1940 landete Konrád nach 15-tägiger Überfahrt mit dem Frachtschiff San Miguel in New York. Dort war er nicht mehr im Fußball tätig, sondern arbeitete zunächst als Masseur. Später übte er eine Tätigkeit in einer Nähmaschinenfabrik aus und eröffnete schließlich ein Gardinengeschäft. Nebenbei entdeckte Konrád für sich die ur-amerikanische Sportart Baseball.

## Persönliches
Im Jahr 1927 heiratete Konrád in Wien die zwölf Jahre jüngere Grete, geb. Dukler. Ein Jahr später kam Tochter Evelyn in der österreichischen Hauptstadt zur Welt.
Von 1928 bis 1932 war Konrád in Berlin Besitzer eines Kinos, das bis zur Machtergreifung der Nationalsozialisten sein Bruder Kálmán weiterführte. In Wien leitete Konrád das Nestroy-Kino, das zu jeweils 50 % seiner Schwiegermutter und seiner Ehefrau Grete anteilig gehörte.
Konráds Schwiegermutter Laura Breitner wurde später Opfer des Nationalsozialismus, bei der Deportation ins Vernichtungslager Treblinka kam sie unter nicht geklärten Umständen ums Leben. Konráds Eltern starben im Winter 1944/45 an Unterernährung in Budapest, sein ältester Bruder Salomon und seine beiden Schwestern überlebten eine Internierung und einen Todesmarsch der Nazis.
Die „Konrád-Zwillinge“ gehören bis heute zu den erfolgreichsten Fußballspielern und -trainern in der ungarischen Sportgeschichte, zudem ist Jenő Konrád der einzige ungarische Fußballlehrer, der in seiner Karriere zwei Doublesiege in zwei verschiedenen Nationen bejubeln durfte. Die „unzertrennlichen Konrád-Zwillinge“ genossen hohes gesellschaftliches Ansehen und spekulierten zudem an der Börse.
In den Jahren 1953 und 1955 tourte Konráds Herzensverein durch die USA. In New York saß Konrád bei einem Testspiel gegen den FC Sunderland und den FC Liverpool auf der Tribüne, zuvor hatte der einstige Club-Trainer die Mannschaft des deutschen Rekordmeisters im Hotel besucht. Im Anschluss an die beiden Testspiele schrieb Konrád in einem Brief an den DFB-Präsidenten Peco Bauwens: „Der Verein ist… ein wunderbar geführter Klub, der in jeder Beziehung dem Sport Deutschlands Ehre bringt.“
Konrád galt als belesen und sprach fünf Sprachen. Er starb am 15. Juli 1978 im Alter von 82 Jahren in New York City, eine Woche nach einem Herzinfarkt.
Seine Ehefrau Grete, mit der Konrád bis zu seinem Tod über 50 Jahre lang verheiratet war, starb am 27. September 1995. Konráds Tochter lebt in New York City.

## Zitate
„Der Club war der Erste und muss der Erste werden.“
„Ein Angriff, welcher mit einem Schuss abgeschlossen wird, ist gut; der schönste Angriff ohne Schuss ist wertlos. Das Feldspiel ist nur Vorbereitung, um Tore zu machen, und nicht Selbstzweck. Also weniger Kraft vergeuden im Felde, dass zum Toremachen noch Kraft und Schnelligkeit bleiben.“

## Erinnerung
- Am 17. November 2012 erinnerten die Gruppierungen von Ultras Nürnberg 1994 und Banda di Amici mit einer Choreografie vor dem Spiel gegen den FC Bayern München an ihren ehemaligen Trainer Jenő Konrád. Die Choreografie überzog die gesamte Nordkurve, zeigte sein Konterfei und zitierte seine signierte Autogrammkarte, die er Club-Präsident Müller im August 1932 überreicht hatte: „Der Club war der Erste und muss der Erste werden“.[1]
- Am 22. Januar 2013 verlieh Manager Martin Bader Jenő Konrád posthum die Ehrenmitgliedschaft des 1. FCN, nahm den Aufnahmeantrag seiner Tochter Evelyn entgegen und annullierte symbolisch alle Vereinsausschlüsse nach dem 1933 erlassenen NS-„Arierparagraphen“.[2]
- Am 26. Juni 2022 verlegte Gunter Demnig zwei Stolpersteine zum Gedenken an Jenő Konrád in Nürnberg, einen vor dem Max-Morlock-Stadion und einem vor seinem früheren Wohnhaus in der Bingstraße 9.[3]

## Erfolge
- 1 × Süddeutscher Fußballmeister 1931/32
- 2 × Ungarischer Meister: 1913/14, 1918/19 (als Spieler)
- 2 × Österreichischer Meister: 1923/24 (als Spieler), 1925/26 (als Trainer)
- 3 × Rumänischer Meister: 1926/27, 1932/33, 1935/36 (als Trainer)
- 1 × Rumänischer Jugendmeisterschaftssieger 1926/27 (als Trainer)
- 1 × Rumänischer Pokalsieger: 1935/36 (als Trainer)
- 5 × Österreichischer Cupsieger: 1920/21, 1923/24 (als Spieler), 1924/1925, 1925/26, 1934/35 (als Trainer)
- 1 Spiel für die ungarische Fußballnationalmannschaft